# Inge Mahn
Inge Mahn (* 20. November 1943 in Teschen, Landkreis Teschen, Provinz Oberschlesien; † 19. Juni 2023 in Berlin) war eine deutsche Bildhauerin.

## Leben
Inge Mahn studierte an der Kunstakademie Düsseldorf, wo sie Meisterschülerin von Joseph Beuys war. Seit den frühen 1970er Jahren stellte sie ihre Arbeiten an zahlreichen Orten in aller Welt, 1972 auf der documenta 5 in Kassel in der Abteilung Individuelle Mythologien aus. Nach Gastprofessuren in Düsseldorf und an der Hochschule für Bildende Künste Braunschweig war sie von 1987 bis 1993 Professorin für Bildhauerei an der Akademie der Bildenden Künste Stuttgart und von 1993 bis zum Antritt ihres Ruhestandes 2009 an der Kunsthochschule Berlin-Weißensee in Berlin.
Mahns hauptsächliche Arbeitsbereiche sind die bildliche Auseinandersetzung mit Alltagsgegenständen und verändernde Eingriffe in Architektur. „Die Gegenstände werden verfremdet und isoliert und so der Einfühlung und Reflexion zugänglich gemacht. Architektonische Situationen verändert sie durch Vervielfachung, Erweiterung oder Teilung vorhandener Elemente. In beiden Fällen handelt es sich um Erweiterungen der Realität zum Zwecke des Augenöffnens.“ (Gesa Bartholmeyczik, Kritisches Lexikon der Gegenwartskunst).
Als Lehrerin an der Kunsthochschule Berlin-Weißensee initiierte sie zahlreiche Gemeinschaftsprojekte mit Studenten.
Inge Mahn starb am 19. Juni 2023 im Alter von 79 Jahren in Berlin.

## Werke
Inge Mahn realisierte plastische Kunst am Bau Projekte, temporäre Werke für Ausstellungen und Performances und schrieb Texte. In Groß Fredenwalde in der Uckermark begründete sie 2012 das Stallmuseum, das Dorfbewohnern und internationalen Künstlern offensteht.

## Bildergalerie zum WerkZeit, 2001
Skulpturenweg in Fellbach, Baden-Württemberg

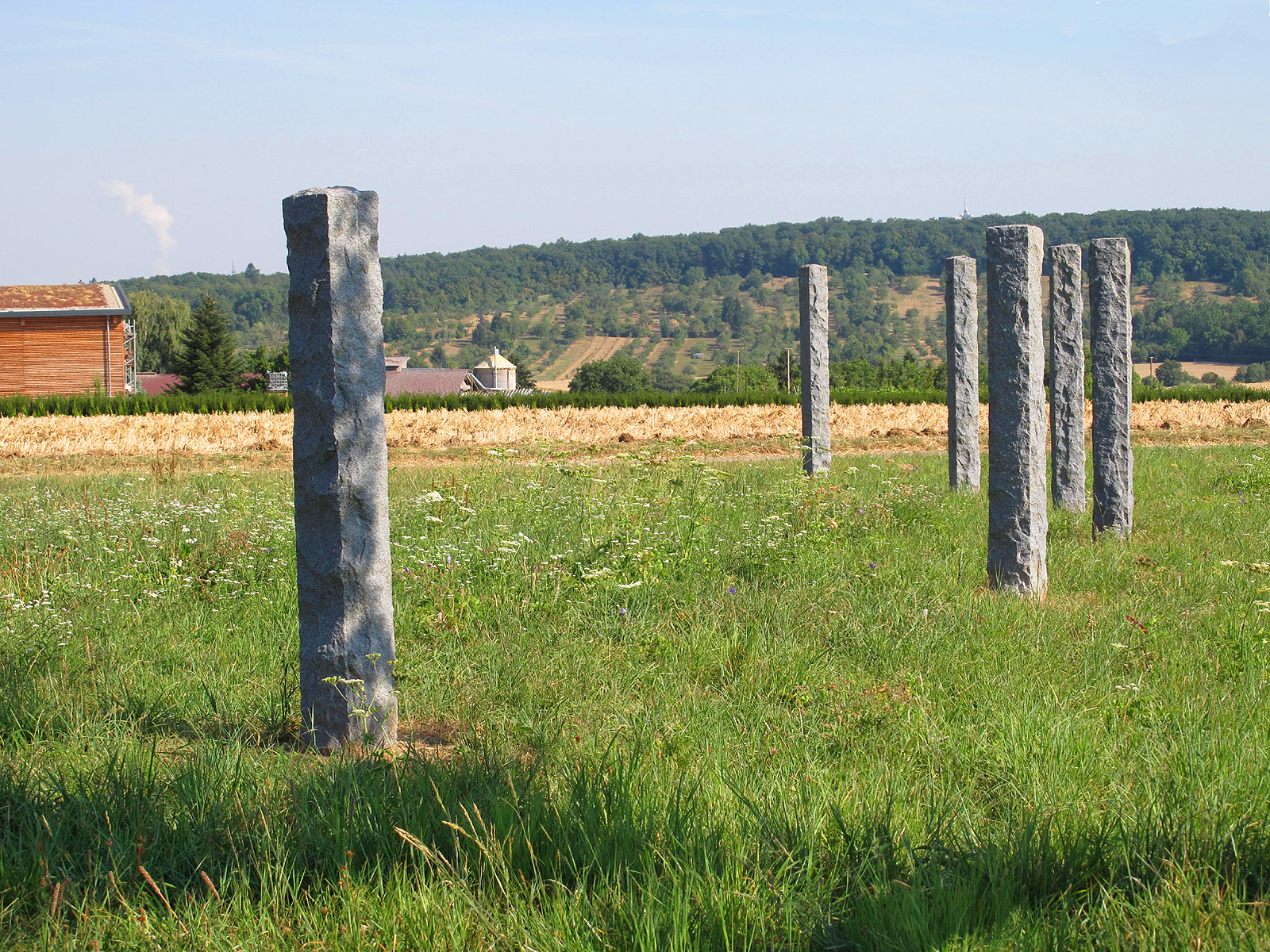
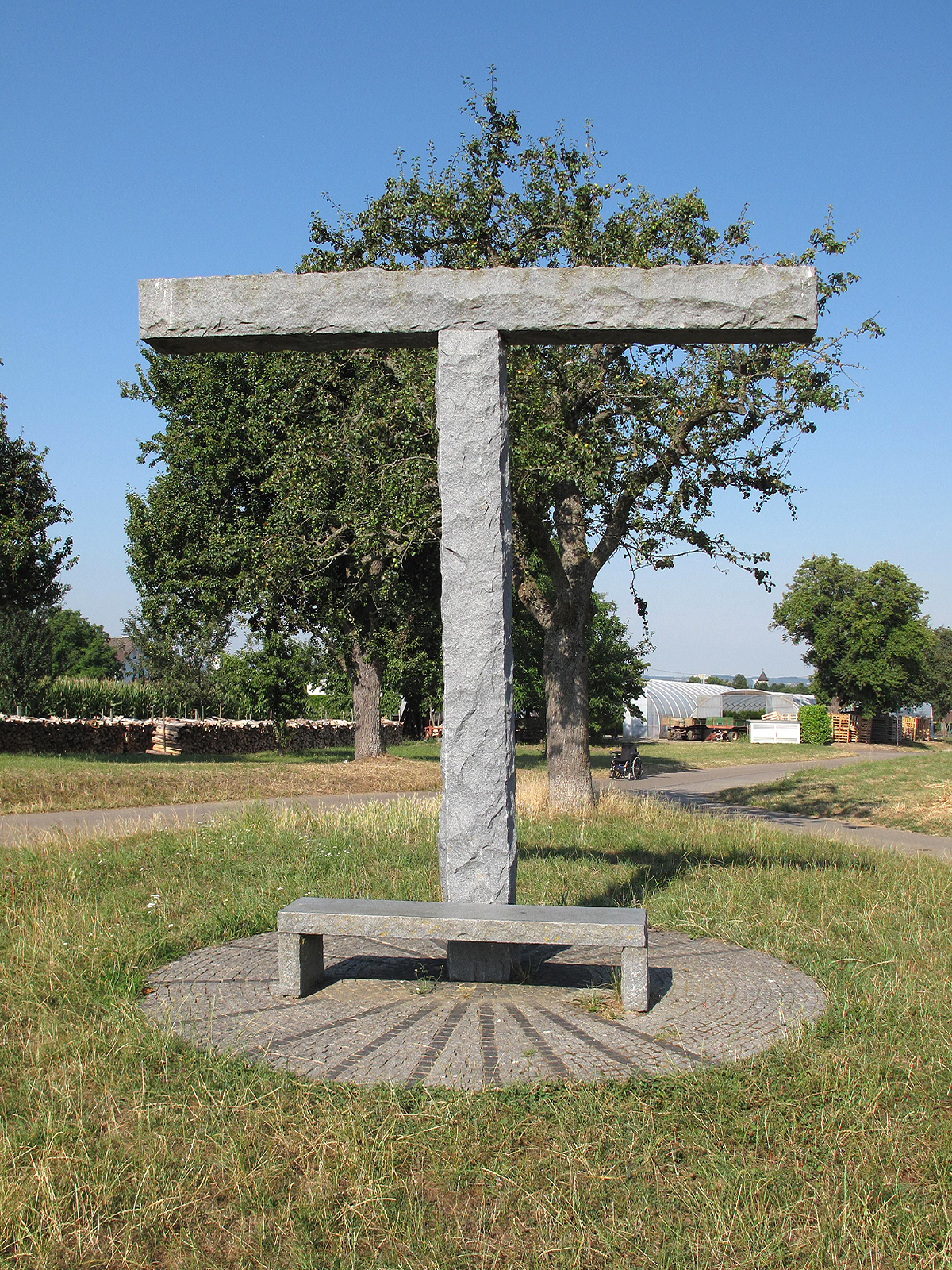
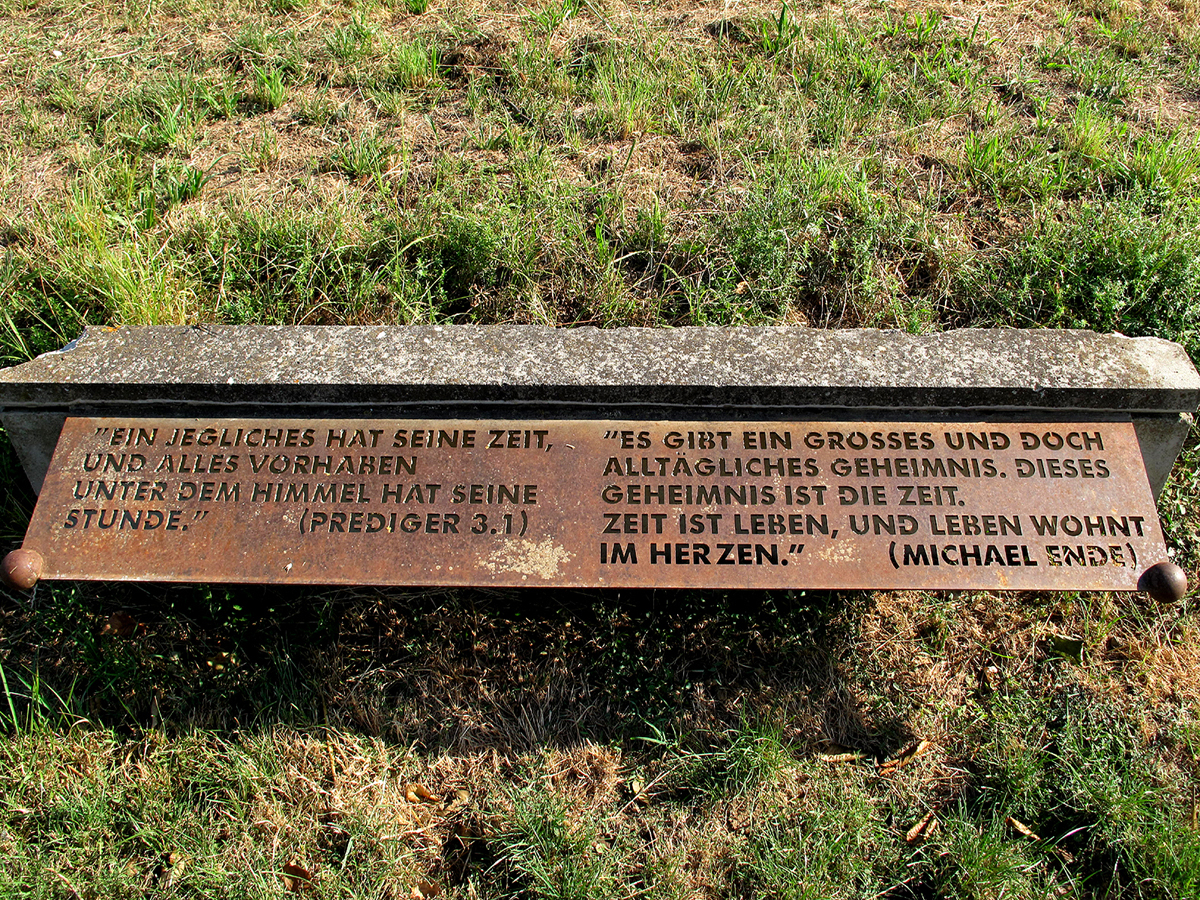